# 好仇
好仇（こうきゅう、호구）は、金官伽倻の第3代の王麻品王の妃である。金官伽倻の第4代の王居叱弥王を生む。
許黄玉がインドのサータヴァーハナ朝から船に乗って48年に伽耶に渡来した際に、媵臣（嫁にいく女の付き人）としてサータヴァーハナ朝から伽耶に渡来した趙匡の孫娘である。

## 家族
- 祖父：趙匡
- 祖母：慕良
- 夫：麻品王
- 子：居叱弥王